# Constantin Scarlat
Constantin Scarlat (n. 21 mai 1935, Costișa, Neamț, România – d. 23 martie 2006, Constanța, România) a fost un cercetător subacvatic, căpitan-comandor în Marina Militară Română.

## Biografie

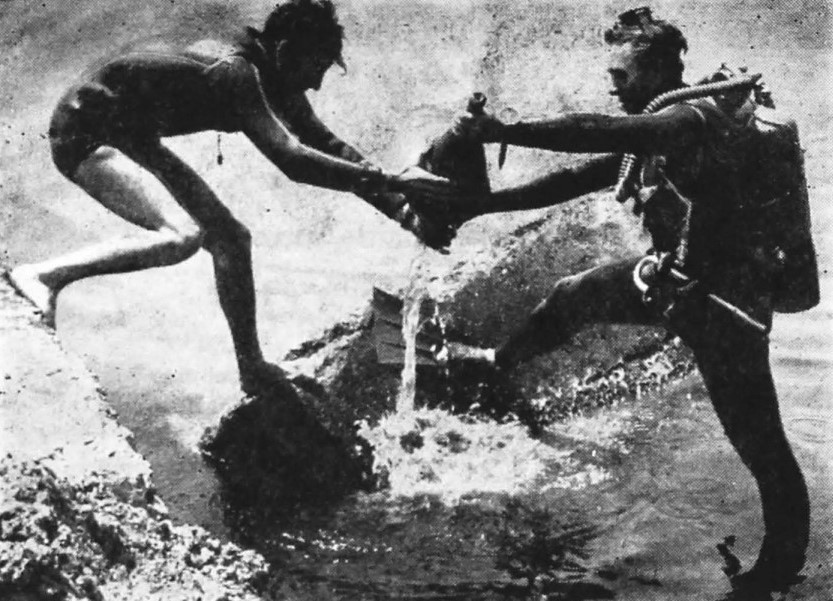
Recuperarea unei amfore din Heracleea în zona submarină a Mangaliei – operațiune efectuată de N. Radu (stânga) și C. Scarlat (dreapta).

În copilărie primul bazin i-a fost „bulboana”, unde se scălda zilnic, toată vara. Pârâurile, iazurile, lacurile, gârla, râurile, toate l-au dus în aval spre mare. La 10 ani a trecut Bistrița înot și pe deasupra și pe sub apă. Apele repezi și tumultoase ale Bistriței, Moldovei, Siretului l-au fascinat și atras ca un magnet.
A frecventat cursurile la liceele „Petru Rareș” din Piatra Neamț și „Roman Vodă” din Roman.
După data de 6 iulie 1953 când a devenit student al Institutului de Marină din Constanța, zona de înot sub apă era cea de lângă lacul Siutghiol, numită de pescari „Șîlîcuri” pentru multele insule submarine. Lacul era traversat înot de la „Cișmea” până la vechea „Casă vapor”, fost centru de pregătire marinărească din Mamaia și apoi în mare spre sud.
În perioada practicii marinărești efectuată la bordul navei școală „Mircea”, prin diverse șiretlicuri zilnic era sub apă până când comandantul navelor școală Milu Nicolae a fost nevoit să-l pedepsească disciplinar. Mai târziu, când se afla la bordul distrugătorului „Maria” s-a oferit să încerce apa, temperatura ei. După săritură, a înotat pe sub ea (nava avea un pescaj de 3,5 metri) și a urcat pe scara de pisică în bordul opus. În acest timp, colegii și profesorul Țicăloiu, au dat alarma pentru că nu mai apărea. Ei nu aveau cum să știe că, din copilărie era antrenat să stea sub apă trei minute fără două secunde, un adevărat record, deoarece un om normal nu poate rămâne sub apă decât 15-20 de secunde.
În anul 1957 la terminarea școlii navale a avut de optat pentru un post la fluviu, mare sau uscat. De trei ori a ales marea, iar repartiția a fost pe monitorul „Alexandru Lahovary”, apoi pe „Mihail Kogăliniceanu”. Ajunsese cunoscut la bordul navelor „Mărășești”, „Mărăști”, monitorul Lahovary prin pasiunea lui de a bântui apele, în străfundul lor, îndeosebi în răgazul orelor libere. În scurtul timp cât și-a desfășurat activitatea ca ofițer de marină la uscat a simțit dorul de „înălțimi ale adâncurilor”, de peisajul mirific și înălțător ce se dezvăluie privirii când pătrunzi în „lumea tăcerii”.
Marina Militară al cărei ofițer a fost, i-a înlesnit migăloasa dar plăcuta corvoadă în slujba istoriei și arheologiei subacvatice. După ce absolvă cursul și examenul de comandant de navă în 1965 și altul de hidrometeorologie în 1971, se dedică total cercetărilor acvatice.
Pasionat cercetător al adâncurilor, Constantin Scarlat a adus o importantă contribuție la explorarea interdisciplinară a platformei continentale a Mării Negre, de numele său fiind legate importante descoperiri.
A inițiat la noi scufundarea autonomă cu aparat autonom de respirat sub apă, a pus bazele primei unități de scafandri din Marina Militară în anul 1967 și a unui sector de cercetare a acestui domeniu în 1969. A întocmit prima hartă a reliefului submarin și a resurselor platoului continental al Mării Negre. Între anii 1977-1979 a fost ofițer secund pe nava de cercetări și intervenție cu scafandri de mare adâncime „Emil Racoviță”, iar după 1980 a lucrat ca specialist scafandru la bordul navelor românești de pescuit oceanic din Oceanul Atlantic.
La Muzeul Marinei are merite incontestabile privind amenajarea unui sector de cercetări subacvatice. Aici, a reconstituit, cu certe dovezi de istorie antică, țărmul nevăzut al Mării Negre. Tomis, Callatis, Histria, sunt câteva din vestigiile mediului submarin. Credința lui Nicolae Iorga că trecutul este parte integrantă din prezent i-a devenit o deviză în viață, înțelegând că nu poți trece prin lume fără să-ți apropii trecutul, că nu poți trăi în prezent fără să cunoști ceea ce a fost.
A recuperat mii de obiecte de sub apă într-o muncă de pionierat, unde a dovedit nu numai competență tehnică, dar și perseverență condiționate de o bună pregătire fizică. A fost arheolog, geolog, biolog. A studiat în lung și în lat fundul de mare, trasându-i relieful, într-o altfel de configurație decât cea pământeană. Investigațiile i-au relevat căile navigabile de acces în Dobrogea antică, l-au ajutat să refacă drumul apeductelor de la Callatis, după cum, determinările topografice s-au constituit în considerații asupra scufundării navelor otomane în 1877, pe brațul Măcin.
Ca lector al „Institutului de Marină Mircea cel Bătrân” din Constanța a instruit și pregătit numerose generații de scafandri, a inițiat în acest domeniu un mare număr de copii. Bogata sa activitate pedagogică și științifică s-a materializat într-un număr mare de studii și articole, în numeroase cărți.

## Cărți publicate
- Geografia submarină (1970)
- Portul antic submers Callatis  (1973)
- Căi navigabile antice în Dobrogea (1976)
- Epavele quirasatelor de pe Dunăre (1977)
- Țărmul nevăzut al Mării Negre (Ed. Militară, București, 1982)
- Acvanauții - temerarii adâncurilor (1984)
- Itinerare subacvatice la Istru și Pontul Euxin (Ed. Sport-Turism, București, 1988)
- Călătorie în adîncuri (Ed. Militară, București, 1989)

### Studii
- „Arheologie submarină la Mangalia”, în Dobrogea Nouă, XX, nr. 5957, 8 septembrie 1968.
- „Zona submarină de la Capul Midia la Vama Veche”, în TERRA: Revistă de informare geografică, III (XXIII), martie–aprilie (1971): 46.
- „Portul antic Callatis (Cercetări de arheologie subterană)”, în Acta Musei Napocensis, Muzeul de Istorie al Transilvaniei, Cluj, anul X (1973): 529–540.
- „Cercetări subacvatice — cel mal nou sector al Muzeului Marinei Române din Constanța”, în Revista muzeelor și monumentelor, seria muzee, nr. 2, 1974: 26–30
- „Topografia submarină”, în Apărarea patriei, nr. 3 (6205), 1974, p. 6.
- „Fenomene hidrometeorologice, hidrobiologice, geologice, care au determinat imersiunea porturilor antice Callatis, Tomis, a țărmului și a unor porțiuni mari din cetăți”, în Almanahul turistic, 1974, pp. 170–173;
- „Portul antic Tomis și peninsula submersă Tomis, o așezare geto-dacică anterioară sosirii navigatorilor greci. Cercetări de arheologie submarină”, în Muzeul Național, București, anul II (1975): 257–272
- „Apeductul antic de la Callatis”, în Acta Musei Napocensis, Muzeul de Istorie al Transilvaniei, Cluj-Napoca, anul XIII (1976): 55–64.
- „Studiu asupra modificării conturului țărmului”, în Studii și materiale de muzeografie și istorie militară, București, 1976
- „Căi navigabile de acces în inferiorul vechiului teritoriu geto-dac din Dobrogea”, în Muzeul Național, București, anul IV (1977).

## Film
- Documentar din zona submarină Tomis, la Sectorul de Cercetări Submarine al Muzeului Marinei Române și filmoteca personală, filmoteca Televiziunii Române, 1969–1973.

## Galerie

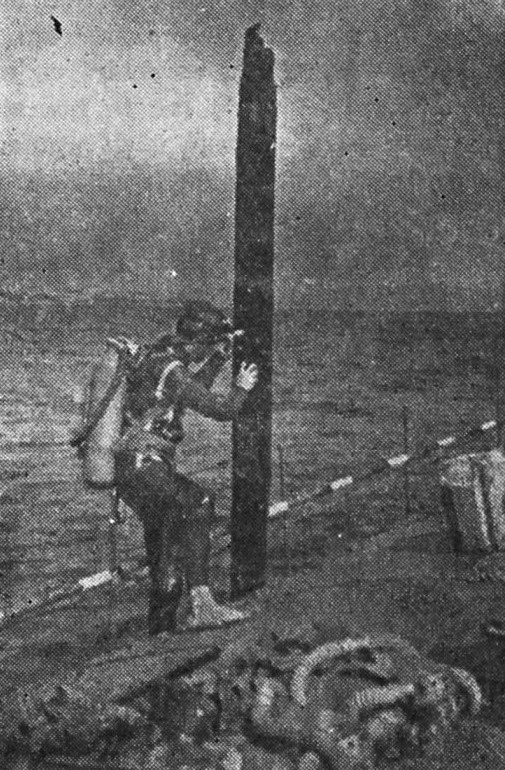
Fragment de epavă grecească găsit în partea sudică inundată a portului antic Callatis.
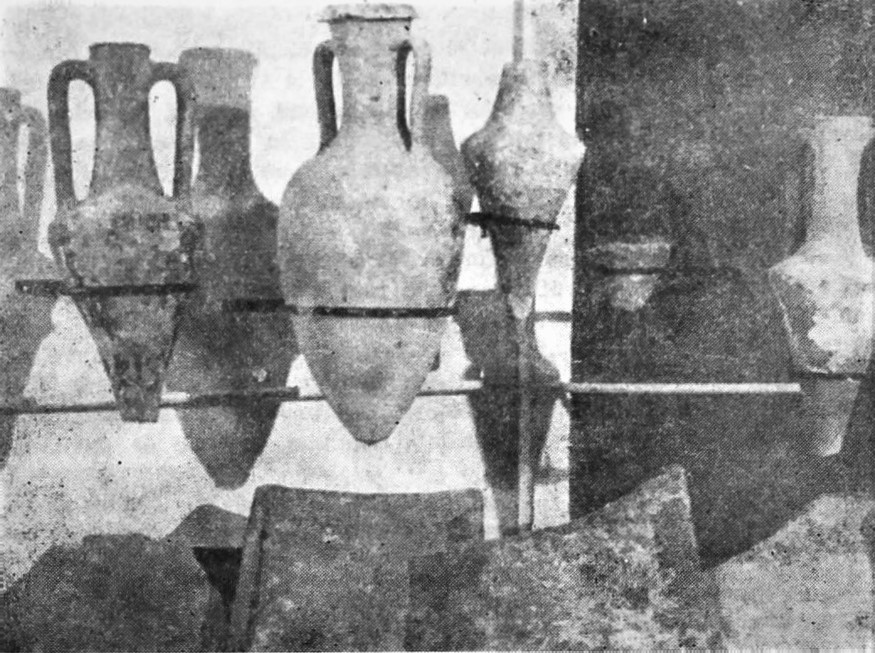
Câteva amfore și ţigle grecești descoperite în zona submarină a Mangaliei.
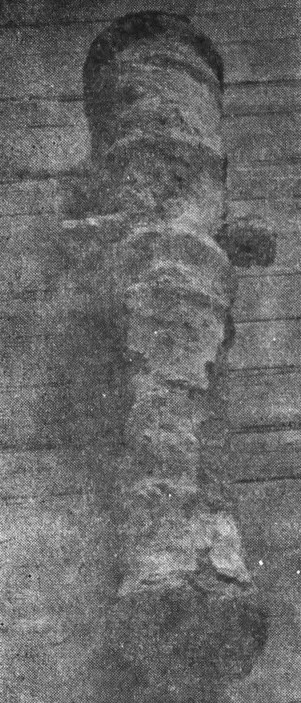
Bombardă fretată cu cercuri descoperită în zona „Digului genovez” de la Mangalia
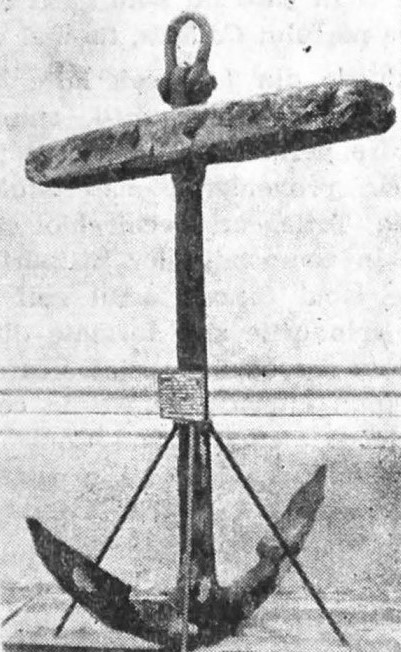
Ancoră tip „Amiralitate” din secolele XVII-XVIII, găsită în zona „Digului genovez” de la Mangalia.